# Campeonato Argentino de Mayores 1986
El Campeonato Argentino de Mayores de 1986 fue la cuadragésimo-segunda edición del torneo de uniones regionales organizado por la Unión Argentina de Rugby. Se llevó a cabo entre el 27 de septiembre y el 19 de octubre de 1986.
La Unión Santafesina de Rugby fue designada por segunda vez como sede de las fases finales del torneo, la última vez siendo en 1972. Los encuentros se disputaron en las instalaciones del Club Atlético Gimnasia y Esgrima de Ciudadela.
Por segundo año consecutivo, la final se disputó entre Buenos Aires y la Unión de Rugby de Tucumán. El equipo representativo de la UAR se impuso 24-15 y logró su vigésimo-tercer título.

## Equipos participantes
Participaron de esta edición dieciocho equipos: diecisiete uniones provinciales y la Unión Argentina de Rugby, representada por el seleccionado de Buenos Aires.
| Equipo              | Unión                                                |
| ------------------- | ---------------------------------------------------- |
| Alto Valle          | Unión de Rugby del Alto Valle de Río Negro y Neuquén |
| Austral             | Unión de Rugby Austral                               |
| Buenos Aires        | Unión Argentina de Rugby                             |
| Chubut              | Unión de Rugby del Valle del Chubut                  |
| Córdoba             | Unión Cordobesa de Rugby                             |
| Cuyo                | Unión de Rugby de Cuyo                               |
| Entre Ríos          | Unión Entrerriana de Rugby                           |
| Jujuy               | Unión Jujeña de Rugby                                |
| Mar del Plata       | Unión de Rugby de Mar del Plata                      |
| Misiones            | Unión de Rugby de Misiones                           |
| Nordeste            | Unión de Rugby del Nordeste                          |
| Rosario             | Unión de Rugby de Rosario                            |
| Salta               | Unión de Rugby de Salta                              |
| San Juan            | Unión Sanjuanina de Rugby                            |
| Santa Fe            | Unión Santafesina de Rugby                           |
| Santiago del Estero | Unión Santiagueña de Rugby                           |
| Sur                 | Unión de Rugby del Sur                               |
| Tucumán             | Unión de Rugby de Tucumán                            |

## Eliminatoria
Se disputó un encuentro eliminatorio para definir la clasificación a la Zona 4.
| 27 de septiembre | Jujuy | 18 - 34 | Santiago del Estero | Jujuy, |  |

## Primera fase

### Zona 1
|  | Semifinales   | Semifinales   | Semifinales   |      |               | Final         | Final         | Final         |  |
|  | 11 de octubre | 11 de octubre | 11 de octubre |      |               | 12 de octubre | 12 de octubre | 12 de octubre |  |
|  |               |               |               |      |               |               |               |               |  |
|  |               |               |               |      |               |               |               |               |  |
|  | Alto Valle    | Alto Valle    | 9             |      |               |               |               |               |  |
|  | Alto Valle    | Alto Valle    | 9             |      |               |               |               |               |  |
|  | Mar del Plata | Mar del Plata | 28            |      |               |               |               |               |  |
|  | Mar del Plata | Mar del Plata | 28            |      | Mar del Plata | Mar del Plata | 24            |               |  |
|  |               |               |               |      | Mar del Plata | Mar del Plata | 24            |               |  |
|  |               |               | Cuyo          | Cuyo | 25            |               |               |               |  |
|  | Cuyo          | Cuyo          | Cuyo          | Cuyo | 25            | w.o.          |               |               |  |
|  | Cuyo          | Cuyo          |               |      |               | w.o.          |               |               |  |
|  | Austral       |               |               |      |               |               |               |               |  |
|  |               |               |               |      |               |               |               |               |  |
|  |               |               |               |      |               |               |               |               |  |

### Zona 2
|  | Semifinales   | Semifinales   | Semifinales   |              |         | Final         | Final         | Final         |  |
|  | 11 de octubre | 11 de octubre | 11 de octubre |              |         | 12 de octubre | 12 de octubre | 12 de octubre |  |
|  |               |               |               |              |         |               |               |               |  |
|  |               |               |               |              |         |               |               |               |  |
|  | Córdoba       | Córdoba       | 102           |              |         |               |               |               |  |
|  | Córdoba       | Córdoba       | 102           |              |         |               |               |               |  |
|  | Chubut        | Chubut        | 3             |              |         |               |               |               |  |
|  | Chubut        | Chubut        | 3             |              | Córdoba | Córdoba       | 6             |               |  |
|  |               |               |               |              | Córdoba | Córdoba       | 6             |               |  |
|  |               |               | Buenos Aires  | Buenos Aires | 43      |               |               |               |  |
|  | Buenos Aires  | Buenos Aires  | Buenos Aires  | Buenos Aires | 43      | 84            |               |               |  |
|  | Buenos Aires  | Buenos Aires  |               |              |         | 84            |               |               |  |
|  | Salta         | Salta         | 12            |              |         |               |               |               |  |
|  | Salta         | Salta         | 12            |              |         |               |               |               |  |
|  |               |               |               |              |         |               |               |               |  |

### Zona 3
|  | Semifinales  | Semifinales  | Semifinales  |         |          | Final        | Final        | Final        |  |
|  | 4 de octubre | 4 de octubre | 4 de octubre |         |          | 5 de octubre | 5 de octubre | 5 de octubre |  |
|  |              |              |              |         |          |              |              |              |  |
|  |              |              |              |         |          |              |              |              |  |
|  | Nordeste     | Nordeste     | 28           |         |          |              |              |              |  |
|  | Nordeste     | Nordeste     | 28           |         |          |              |              |              |  |
|  | Misiones     | Misiones     | 13           |         |          |              |              |              |  |
|  | Misiones     | Misiones     | 13           |         | Nordeste | Nordeste     | P.P.         |              |  |
|  |              |              |              |         | Nordeste | Nordeste     | P.P.         |              |  |
|  |              |              | Tucumán      | Tucumán | G.P.     |              |              |              |  |
|  | Tucumán      | Tucumán      | Tucumán      | Tucumán | G.P.     | 31           |              |              |  |
|  | Tucumán      | Tucumán      |              |         |          | 31           |              |              |  |
|  | Entre Ríos   | Entre Ríos   | 20           |         |          |              |              |              |  |
|  | Entre Ríos   | Entre Ríos   | 20           |         |          |              |              |              |  |
|  |              |              |              |         |          |              |              |              |  |

### Zona 4
|  | Semifinales         | Semifinales         | Semifinales  |     |         | Final        | Final        | Final        |  |
|  | 4 de octubre        | 4 de octubre        | 4 de octubre |     |         | 5 de octubre | 5 de octubre | 5 de octubre |  |
|  |                     |                     |              |     |         |              |              |              |  |
|  |                     |                     |              |     |         |              |              |              |  |
|  | Rosario             | Rosario             | 37           |     |         |              |              |              |  |
|  | Rosario             | Rosario             | 37           |     |         |              |              |              |  |
|  | Santiago del Estero | Santiago del Estero | 30           |     |         |              |              |              |  |
|  | Santiago del Estero | Santiago del Estero | 30           |     | Rosario | Rosario      | 46           |              |  |
|  |                     |                     |              |     | Rosario | Rosario      | 46           |              |  |
|  |                     |                     | Sur          | Sur | 10      |              |              |              |  |
|  | San Juan            | San Juan            | Sur          | Sur | 10      | 15           |              |              |  |
|  | San Juan            | San Juan            |              |     |         | 15           |              |              |  |
|  | Sur                 | Sur                 | 31           |     |         |              |              |              |  |
|  | Sur                 | Sur                 | 31           |     |         |              |              |              |  |
|  |                     |                     |              |     |         |              |              |              |  |

## Interzonal
El encuentro interzonal clasificatorio para las semifinales del torneo enfrentó a los ganadores las zonas 3 y 4, la Unión de Rugby de Tucumán y la Unión de Rugby de Rosario.
| 12 de octubre | Tucumán | 32 - 12 | Rosario | Tucumán, |  |

## Fase Final
La Unión Santafesina de Rugby clasificó directamente a semifinales por ser sede de las fases finales.
|  | Semifinales   | Semifinales   | Semifinales   |         |              | Final         | Final         | Final         |  |
|  | 18 de octubre | 18 de octubre | 18 de octubre |         |              | 19 de octubre | 19 de octubre | 19 de octubre |  |
|  |               |               |               |         |              |               |               |               |  |
|  |               |               |               |         |              |               |               |               |  |
|  | Buenos Aires  | Buenos Aires  | 31            |         |              |               |               |               |  |
|  | Buenos Aires  | Buenos Aires  | 31            |         |              |               |               |               |  |
|  | Cuyo          | Cuyo          | 13            |         |              |               |               |               |  |
|  | Cuyo          | Cuyo          | 13            |         | Buenos Aires | Buenos Aires  | 24            |               |  |
|  |               |               |               |         | Buenos Aires | Buenos Aires  | 24            |               |  |
|  |               |               | Tucumán       | Tucumán | 15           |               |               |               |  |
|  | Tucumán       | Tucumán       | Tucumán       | Tucumán | 15           | 20            |               |               |  |
|  | Tucumán       | Tucumán       |               |         |              | 20            |               |               |  |
|  | Santa Fe      | Santa Fe      | 13            |         |              | Tercer lugar  | Tercer lugar  | Tercer lugar  |  |
|  | Santa Fe      | Santa Fe      | 13            |         |              | Tercer lugar  | Tercer lugar  | Tercer lugar  |  |
|  |               |               |               |         |              |               |               |               |  |
|  |               |               |               |         |              | Cuyo          | Cuyo          | 12            |  |
|  |               |               |               |         |              | Cuyo          | Cuyo          | 12            |  |
|  |               |               |               |         |              | Santa Fe      | Santa Fe      | 28            |  |
|  |               |               |               |         |              | Santa Fe      | Santa Fe      | 28            |  |
|  |               |               |               |         |              |               |               |               |  |

### Semifinales
| 18 de octubre | Buenos Aires | 31 - 13 | Cuyo | Gimnasia y Esgrima de Ciudadela, Santa Fe        |                                                  |
|               |              | Reporte |      | Árbitro(s): José Pablo Giallongo (Mar del Plata) | Árbitro(s): José Pablo Giallongo (Mar del Plata) |

| 18 de octubre | Tucumán | 20 - 13 | Santa Fe | Gimnasia y Esgrima de Ciudadela, Santa Fe |                                       |
|               |         | Reporte |          | Árbitro(s): Enrique Cazenave (U.A.R.)     | Árbitro(s): Enrique Cazenave (U.A.R.) |

### Tercer puesto
| 19 de octubre | Cuyo | 12 - 28 | Santa Fe | Gimnasia y Esgrima de Ciudadela, Santa Fe |                                       |
|               |      | Reporte |          | Árbitro(s): Enrique Cazenave (U.A.R.)     | Árbitro(s): Enrique Cazenave (U.A.R.) |

### Final
| 19 de octubre | Buenos Aires | 24 - 15 | Tucumán | Gimnasia y Esgrima de Ciudadela, Santa Fe        |                                                  |
|               |              | Reporte |         | Árbitro(s): José Pablo Giallongo (Mar del Plata) | Árbitro(s): José Pablo Giallongo (Mar del Plata) |

|                        |
| Buenos Aires Campeón   |
| Vigésimo-tercer título |